# Iván Alejo
Iván Alejo Peralta (Valladolid, 10 febbraio 1995) è un calciatore spagnolo, centrocampista del Real Valladolid.

## Carriera

### Club
Cresciuto nei settori giovanili di Real Valladolid e Atlético Madrid, nel 2015 passa al Villarreal B, firmando un triennale. Il 19 luglio 2016 viene acquistato dall'Alcorcón, con cui si lega con un biennale. Il 14 giugno 2017 si trasferisce all'Eibar, che lo firma fino al 2021. Dopo una sola stagione trascorsa con il club basco, il 26 luglio 2018 viene ceduto al Getafe, legandosi agli Azulones con un quinquennale. Poco utilizzato nella prima parte di stagione, il 31 gennaio 2019 passa in prestito al Malaga. Il 30 agosto si trasferisce, sempre a titolo temporaneo, al Cadice; al termine della stagione, dopo aver conquistato la promozione nella Liga, viene acquistato a titolo definitivo, firmando un quinquennale.

### Nazionale
Ha giocato nella nazionale spagnola Under-19.

## Statistiche

### Presenze e reti nei club
Statistiche aggiornate al 1º giugno 2023.
| Stagione        | Squadra           | Campionato      | Campionato | Campionato | Coppe nazionali | Coppe nazionali | Coppe nazionali | Coppe continentali | Coppe continentali | Coppe continentali | Altre coppe | Altre coppe | Altre coppe | Totale | Totale |
| Stagione        | Squadra           | Comp            | Pres       | Reti       | Comp            | Pres            | Reti            | Comp               | Pres               | Reti               | Comp        | Pres        | Reti        | Pres   | Reti   |
| --------------- | ----------------- | --------------- | ---------- | ---------- | --------------- | --------------- | --------------- | ------------------ | ------------------ | ------------------ | ----------- | ----------- | ----------- | ------ | ------ |
| 2014-2015       | Atlético Madrid B | SDB             | 22         | 1          | -               | -               | -               | -                  | -                  | -                  | -           | -           | -           | 22     | 1      |
| 2015-2016       | Villarreal B      | SDB             | 15+2       | 1          | -               | -               | -               | -                  | -                  | -                  | -           | -           | -           | 17     | 1      |
| 2016-2017       | Alcorcón          | SD              | 28         | 1          | CR              | 7               | 2               | -                  | -                  | -                  | -           | -           | -           | 35     | 3      |
| 2017-2018       | Eibar             | PD              | 22         | 1          | CR              | 0               | 0               | -                  | -                  | -                  | -           | -           | -           | 22     | 1      |
| 2018-gen. 2019  | Getafe            | PD              | 4          | 0          | CR              | 3               | 0               | -                  | -                  | -                  | -           | -           | -           | 7      | 0      |
| gen.-giu. 2019  | Málaga            | SD              | 12         | 0          | CR              | -               | -               | -                  | -                  | -                  | -           | -           | -           | 12     | 0      |
| 2019-2020       | Cadice            | SD              | 31         | 1          | CR              | 2               | 0               | -                  | -                  | -                  | -           | -           | -           | 33     | 1      |
| 2020-2021       | Cadice            | PD              | 22         | 1          | CR              | 2               | 0               | -                  | -                  | -                  | -           | -           | -           | 24     | 1      |
| 2021-2022       | Cadice            | PD              | 20         | 2          | CR              | 4               | 0               | -                  | -                  | -                  | -           | -           | -           | 24     | 2      |
| 2022-2023       | Cadice            | PD              | 30         | 0          | CR              | 1               | 0               | -                  | -                  | -                  | -           | -           | -           | 31     | 0      |
| Totale Cadice   | Totale Cadice     | Totale Cadice   | 103        | 4          |                 | 9               | 0               |                    | -                  | -                  |             | -           | -           | 112    | 4      |
| Totale carriera | Totale carriera   | Totale carriera | 206+2      | 8          |                 | 19              | 2               |                    | -                  | -                  |             | -           | -           | 227    | 10     |